# لمعاتكة ولاد علال (غشيوة)
لمعاتكة ولاد علال هو دُوَّار يقع بجماعة صفصاف، إقليم سيدي قاسم، جهة الرباط سلا القنيطرة في المملكة المغربية. ينتمي الدوّار لمشيخة غشيوة التي تضم 11 دوار. يقدر عدد سكانه بـ 442 نسمة حسب الإحصاء الرسمي للسكان والسكنى لسنة 2004.

## روابط خارجية
- البوابة الوطنية للجماعات الترابية نسخة محفوظة 12 مارس 2018 على موقع واي باك مشين.
- المندوبية السامية للتخطيط